# Биополе
Биопо́ле (в эзотерике) — псевдонаучная концепция, согласно которой существует совокупность «тонких» полей, генерируемых живыми организмами либо их органами; часто используется для объяснения парапсихологических явлений, в частности, терапевтического воздействия методами так называемого «бесконтактного массажа».
Относится к числу парапсихических понятий, отличающихся неопределённостью или неопределимостью и в то же время особой «фундаментальностью», на основе которых строится большинство парапсихических «теорий».

## История вопроса
Впервые термин «клеточное поле» использован А. Гурвичем в его книге «Теория биологического поля» (Советская наука, 1944).
Этим термином обозначалось гипотетическое анизотропное поле физической природы, обуславливающее молекулярную и клеточную упорядоченность организма либо его органов в пространстве, предположительно видоспецифичное, то есть связанное с наследственностью. В качестве возможного материального носителя «клеточного поля» Гурвич предложил хроматин — комплекс ДНК и белков, из которого состоят хромосомы:

Если принять … во внимание всю сумму данных, накопленных в пользу того, что именно с хроматином как-то связана зародышевая плазма и менделирующие признаки, то невольно напрашивается мысль, что и поле как-то связано с хроматином, следовательно, при делении хроматиновых элементов делится и поле.
— А. Гурвич. Теория биологического поля.— М.: Советская наука, 1944 (стр. 28)
Гурвич также полагал, что само поле является электромагнитным и проявляется в виде излучения, лежащего в области среднего и ближнего ультрафиолета со средней интенсивностью 300—1000 фотонов/с на квадратный сантиметр. В частности, разновидностью «клеточного поля» у Гурвича являлось «поле клеточного деления» — ультрафиолетовое митогенетическое излучение, возникающее при митозе клеток и стимулирующее митоз в диапазоне 190—326 нм, причем длинноволновая граница в 326 нм постулировалась Гурвичем как минимальная энергия, необходимая для отщепления атома водорода от аминогруппы, входящей в состав аминокислот.
Таким образом, в теоретических построениях о «поле клеточного деления» или морфогенетическом поле ультрафиолетовое митогенетическое излучение выступало в роли переносчика энергии, необходимой для инициирования синтеза белка и, соответственно, деления клетки:

… митогенетическое действие ультрафиолетовых фотонов исчерпывается стимуляцией процессов синтеза. А так как, с другой стороны, ряд экспериментальных данных с убедительностью показывает, что поглощение созревшей к делению клеткой нескольких фотонов является необходимым и решающим фактором для её деления, то, резюмируя, можно сказать, что стартом процесса деления является стимуляция пептидного синтеза.
— А. Гурвич. Теория биологического поля.— М.: Советская наука, 1944 (стр. 48)
В дальнейшем был предпринят ряд попыток использовать полевой формализм для объяснения закономерностей онтогенеза, однако к настоящему времени онтогенез объясняется в рамках молекулярно-биологических механизмов:

По́ле в биологии, понятие, описывающее биологическую систему, поведение частей которой определяется их положением в этой системе. Наличие таких систем следует прежде всего из многочисленных опытов по перемещению, удалению и добавлению частей у зародышей. Во многих случаях из таких зародышей развиваются нормальные организмы, так как их составные части изменяют прежний путь развития согласно своему новому положению в целом. В 1912-22 А. Г. Гурвич ввёл понятие П. (морфогенетического П.) в эмбриологию и поставил задачу отыскания его законов. Последние сначала отождествлялись им с нерасчленимым фактором, управляющим формообразованием, позже — с системой межклеточных взаимодействий, определяющих движение и дифференцировку клеток зародыша. В 1925 австрийский учёный П. Вейс применил понятие П. к процессам регенерации; в 1934 английские учёные Дж. Хаксли и Г. де Вер объединили его с понятием градиента. Английский биолог К. Уоддингтон и французский математик Р. Том (40-60-е гг. XX в.) создали представления об эмбриональном развитии как о векторном П., разделённом на ограниченное число зон «структурной устойчивости». Этот круг понятий интенсивно разрабатывается в современной теоретической биологии, но единого мнения о внутренних закономерностях явлений, описываемых понятием П., не выработано.
— Поле (в биологии) — статья из Большой советской энциклопедии. 
В 1960—1970-х годах слово «биополе» стало фиксироваться в жаргонах эзотерических и парапсихологических групп в СССР, в 70-х — начале 80-х начало проникать в бытовую лексику. В дальнейшем слово «биополе» в качестве псевдонаучного «термина» стало широко употребляться в русскоязычных маргинальных публикациях и СМИ.
В научной среде термин практически не применяется.

## Физические поля организмов в современной биологии и медицине
Неинструментальная регистрация звуков, то есть акустических полей, возникающих при работе различных органов — аускультация — известна ещё со времен Гиппократа и широко применяется в современной медицине.
Начало исследованию физиологических эффектов электрических полей и токов и их связи с жизнедеятельностью организмов было положено экспериментами Луиджи Гальвани и Алессандро Вольта во второй половине XVIII века. В середине XIX века благодаря работам Карло Матеуччи и Эмиля Дюбуа-Реймона, предложившего молекулярную концепцию биопотенциалов, эти исследования сложились в отдельную область знаний — электрофизиологию.
Дальнейшее развитие электрофизиологии привело к появлению ряда диагностических методов, основанных на регистрации электрических потенциалов, являющихся либо отражением электрической активности конкретной клетки (внутриклеточная микроэлектродная регистрация), либо суммой мембранных потенциалов действия клеток тканей, образующих исследуемый орган (экстраклеточная регистрация), либо внешним проявлением суммарных диффузных токов между участками клеточных мембран с различными электрическими потенциалами: электромиография при исследовании различных мышц и их групп, электрокардиография при исследовании сердца и электроэнцефалография при исследовании активности головного мозга. Все эти методы, как правило, являются контактными или даже инвазивными, однако в настоящее время исследуются диагностическая применимость бесконтактной магнитной энцефалографии, основанной на регистрации магнитных полей, возникающих вследствие электрической активности мозга.
Также давно ведутся работы, направленные на картографирование различных полей человека, в основном инфракрасного, электромагнитного и звукового. В 1983 г. русские ученые Гуляев и Годик проводят исследование биофизических полей, излучаемых людьми. Существенной частью биофизических полей являются электрическая и магнитная компоненты.
Организм человека содержит в небольших количествах радиоактивные вещества, поэтому за счёт их распада организм человека постоянно излучает проникающую радиацию и нейтрино. Разными группами исследователей проводятся детальные изучения естественного фона от человека. В медицине специально вводят в организм небольшое количество радиоактивного соединения (но достаточно, чтобы превзойти природный «фон»), с целью при помощи аппаратуры изучить, как именно введённое вещество распределится в организме пациента. Это — разновидность диагностики с помощью метода меченых атомов.

## Псевдонаучное использование термина
Гипотетическая «жизненная сила» или «биоэнергетическое поле» в настоящее время используется деятелями в областях мануальной терапии, акупунктуры, экстрасенсорики и других сферах альтернативной медицины, для заявлений о возможности лечения многих болезней путём воздействия на такое «поле» с тем, чтобы привести в «баланс» «энергию жизни» человеческого тела.
Использующие термин «биополе» никогда не указывают его точную природу, даже в качестве теоретической гипотезы. Но иногда встречается его идентификация с классическим электромагнитным полем, в других случаях его путают с квантовыми полями или волновыми функциями.
Также встречается идентификация его с псевдонаучными торсионными полями: «Понять, как действует новая сила, помогли экстрасенсы, которые по прихоти природы стали источником довольно мощного торсионного излучения (в просторечии — биополя)». Иногда в экстрасенсорном смысле «биополе» понимается как оккультный феномен (так называемая «аура»), который не является материальным объектом и, следовательно, не имеет отношения к изучению наукой (см. фальсифицируемость).
Родственным понятием является так называемая «энергетика» человека — кажущаяся, виртуальная величина, субъективная психологическая оценка, фиксируемая через систему поведенческих элементов (маркёров) и отражающая реакцию со стороны других людей на поведение человека. Эта «энергетика» не способна к непосредственному физическому проявлению (нагреву, телекинезу и так далее), но в то же время способна повлиять на поведение группы или даже массы людей с ощутимыми физическими последствиями (вожди, кумиры и пр.).
Согласно современным научным представлениям, концепция существования так называемой «биоэнергии» (или «биополя») является псевдонаучной:

Сегодня в России наблюдается очередной всплеск массового интереса к «паранормальным» явлениям. Опять в ходу «биополе», которое экстрасенсы якобы способны видеть как «ауру» различных цветов (что-то в роде нимба). Развилось целое псевдонаучное направление, называемое «биоэнергетикой» или «биоэнергоинформатикой», в котором причудливо сливаются наукообразные басни о торсионных полях, парапсихология, астрология и элементы различных религиозных культов.— Александров Е. Б. Проблемы экспансии лженауки